# Della Paura
Della Paura (volledig: Isolotto della Paura, ook Isolotto Roma) is een klein rotseiland in de La Maddalena-archipel voor de kust van het Italiaanse eiland Sardinië.
Het nagenoeg rechthoekige eiland ligt 180 meter voor de westkust van Santo Stefano. Het rotseiland creëert hier een kleine baai en beschermd zo door zijn ligging het zandstrand van het toeristenoord op Santo Stefano.
Op het eiland staat een met brons versierde granieten zuil als herdenkingsmonument voor de 1352 opvarenden die omkwamen nadat het Italiaanse oorlogsschip Corazzata Roma op 9 september 1943 door een Duits bombardement tot zinken was gebracht.